# Verfolgt
Pour plus de détails, voir Fiche technique et Distribution.
Verfolgt est un film dramatique allemand réalisé par Angelina Maccarone et sorti le 4 janvier 2007.

## Synopsis
Une relation sadomasochiste et obsessionnelle entre un jeune délinquant (Jan Winkler: Kostja Ullmann) et son agente de probation plus âgée (Jane Seifert: Maren Kroymann) et Mom.

## Fiche technique
- Titre original : Verfolgt
- Réalisation : Angelina Maccarone
- Scénario : Susanne Billig
- Photographie : Bernd Meiners
- Montage : Bettina Böhler
- Musique : Jakob Hansonis et Hartmut Ewert
- Production : Ulrike Zimmermann
- Société(s) de production : MMM Film Zimmermann & Co.
- Pays d’origine :  Allemagne
- Langue : Allemand
- Format : Noir et blanc - Super 16mm - 1.85:1 - Son Dolby numérique
- Genre : Drame
- Durée : 87 minutes
- Dates de sortie :
  -  Suisse : 6 août 2006 (Festival international du film de Locarno)
  -  Allemagne : 4 janvier 2007

## Distribution
- Kostja Ullmann : Jan Winkler
- Maren Kroymann : Elsa Seifert
- Moritz Grove (de) : Frieder
- Sila Sahin : Sonnur
- Ada Labahn : Manuela
- Markus Voellenklee : Raimar
- Stephanie Charlotta Koetz : Daniela
- Sophie Rogall : Babette

## Distinctions

### Récompenses
- 2006 : Léopard d'or (Cinéastes du Présent) pour Angelina Maccarone au Festival international du film de Locarno ;
- 2007 : Prix des critiques de cinéma allemands de la meilleure actrice à Maren Kroymann.